# Manuel Canelas

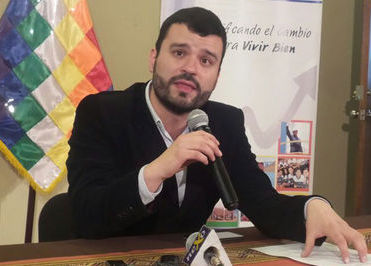
Manuel Canelas

José Manuel Canelas Jaime (* 21. Oktober 1981 in Caracas, Venezuela) ist ein bolivianischer Politiker des Movimiento al Socialismo.

## Leben
Bei den Parlamentswahlen im Oktober 2014 zog Canelas als Abgeordneter in die Plurinationale Legislative Versammlung Boliviens ein. Er lebt homosexuell geoutet in Bolivien.